# Trophée Zarra
Pour les articles homonymes, voir Zarra.
 (mai 2019).
Si vous disposez d'ouvrages ou d'articles de référence ou si vous connaissez des sites web de qualité traitant du thème abordé ici, merci de compléter l'article en donnant les références utiles à sa vérifiabilité et en les liant à la section « Notes et références ».
Le Trophée Zarra (Trofeo Zarra en espagnol) est une distinction décernée par le quotidien sportif espagnol Marca au meilleur buteur espagnol du championnat d'Espagne de football de première et deuxième division.
Depuis 2007, la récompensée est décernée durant les Premios MARCA. 

## Présentation
Le trophée fut créé lors de la saison 2005-2006 en souvenir du buteur de l'Athletic Bilbao et de l'équipe d'Espagne, Telmo Zarra, décédé la même année.
De même que pour le Trophée Pichichi, les actes arbitrales ne sont pas prises en compte à l'heure de déterminer l'auteur d'un but. Seule l'appréciation des journalistes de Marca entre en ligne de compte.

## Vainqueurs

### Primera División
| Saison  | Joueur            | Communauté autonome    | Club               | Buts |
| ------- | ----------------- | ---------------------- | ------------------ | ---- |
| 2005-06 | David Villa       | Asturies               | Valencia           | 25   |
| 2006-07 | David Villa       | Asturies               | Valencia           | 16   |
| 2007-08 | Dani Güiza        | Andalousie             | Mallorca           | 27   |
| 2008-09 | David Villa       | Asturies               | Valencia           | 28   |
| 2009-10 | David Villa       | Asturies               | Valencia           | 21   |
| 2010-11 | Álvaro Negredo    | Communauté de Madrid   | Séville FC         | 20   |
| 2011-12 | Roberto Soldado   | Communauté valencienne | Valencia           | 17   |
| 2011-12 | Fernando Llorente | Navarre                | Athletic Bilbao    | 17   |
| 2012-13 | Álvaro Negredo    | Communauté de Madrid   | Séville FC         | 25   |
| 2013-14 | Diego Costa       | Brésil (Naturalisé)    | Atlético de Madrid | 27   |
| 2014-15 | Aritz Aduriz      | Pays basque            | Athletic Bilbao    | 18   |
| 2015-16 | Aritz Aduriz      | Pays basque            | Athletic Bilbao    | 20   |
| 2016-17 | Iago Aspas        | Galice                 | Celta Vigo         | 19   |
| 2017-18 | Iago Aspas        | Galice                 | Celta Vigo         | 22   |
| 2018-19 | Iago Aspas        | Galice                 | Celta Vigo         | 20   |
| 2019-20 | Gerard Moreno     | Catalogne              | Villarreal CF      | 18   |
| 2020-21 | Gerard Moreno     | Catalogne              | Villarreal CF      | 23   |
| 2021-22 | Iago Aspas        | Galice                 | Celta Vigo         | 18   |
| 2022-23 | Joselu            | Galice                 | RCD Espanyol       | 16   |
| 2023-24 | Borja Mayoral     | Communauté de Madrid   | Getafe CF          | 15   |
| 2023-24 | Álvaro Morata     | Communauté de Madrid   | Atlético de Madrid | 15   |
| 2024-25 | Ayoze Pérez       | Îles Canaries          | Villarreal CF      | 19   |

### Segunda División
| Saison  | Joueur           | Communauté autonome    | Club                  | Buts |
| ------- | ---------------- | ---------------------- | --------------------- | ---- |
| 2005-06 | Roberto Soldado  | Communauté valencienne | Real Madrid Castilla  | 19   |
| 2005-06 | Luque            | Andalousie             | Ciudad de Murcia      | 19   |
| 2006-07 | Marcos Márquez   | Andalousie             | UD Las Palmas         | 21   |
| 2007-08 | Yordi            | Andalousie             | Xerez CD              | 20   |
| 2008-09 | Nino             | Andalousie             | CD Tenerife           | 28   |
| 2009-10 | Jorge Molina     | Communauté valencienne | Elche CF              | 26   |
| 2010-11 | Jonathan Soriano | Catalogne              | FC Barcelone B        | 32   |
| 2011-12 | Iago Aspas       | Galice                 | Celta de Vigo         | 23   |
| 2012-13 | Jesé             | Îles Canaries          | Real Madrid Castilla  | 22   |
| 2013-14 | Borja Viguera    | La Rioja               | Deportivo Alavés      | 25   |
| 2014-15 | Rubén Castro     | Îles Canaries          | Betis Séville         | 32   |
| 2015-16 | Sergio León      | Andalousie             | Elche                 | 22   |
| 2016-17 | Joselu           | Andalousie             | CD Lugo               | 23   |
| 2017-18 | Jaime Mata       | Communauté de Madrid   | Real Valladolid       | 33   |
| 2018-19 | Álvaro Giménez   | Communauté valencienne | UD Almería            | 20   |
| 2019-20 | Stoichkov        | Andalousie             | AD Alcorcón           | 13   |
| 2020-21 | Raúl de Tomás    | Communauté de Madrid   | Espanyol de Barcelone | 23   |
| 2021-22 | Borja Bastón     | Communauté de Madrid   | Real Oviedo           | 22   |
| 2022-23 | Raúl García      | Catalogne              | CD Mirandés           | 19   |
| 2023-24 | Peque Fernández  | Catalogne              | Racing de Santander   | 18   |
| 2024-25 | Andrés Martín    | Andalousie             | Racing de Santander   | 16   |

## Avant la création du trophée

### Primera División
| Saison  | Joueur                                          | Club                                        | Buts  |
| ------- | ----------------------------------------------- | ------------------------------------------- | ----- |
| 1929    | Paco Bienzobas                                  | Real Sociedad                               | 17    |
| 1929-30 | Guillermo Gorostiza                             | Athletic Bilbao                             | 20    |
| 1930-31 | Bata                                            | Athletic Bilbao                             | 27    |
| 1931-32 | Bata                                            | Athletic Bilbao                             | 13    |
| 1932-33 | Manuel Olivares Bata                            | Madrid FC Athletic Bilbao                   | 15    |
| 1933-34 | Isidro Lángara                                  | Oviedo FC                                   | 26    |
| 1934-35 | Isidro Lángara                                  | Oviedo FC                                   | 27    |
| 1935-36 | Isidro Lángara                                  | Real Oviedo                                 | 28    |
| 1939-40 | Víctor Unamuno Ibarzabal                        | Athletic Bilbao                             | 20    |
| 1940-41 | Pruden                                          | Atlético Aviación                           | 30    |
| 1941-42 | Edmundo Suárez                                  | Valence CF                                  | 27    |
| 1942-43 | Mariano Martín                                  | FC Barcelone                                | 32    |
| 1943-44 | Edmundo Suárez                                  | Valence CF                                  | 27    |
| 1944-45 | Telmo Zarra                                     | Athletic Bilbao                             | 19    |
| 1945-46 | Telmo Zarra                                     | Athletic Bilbao                             | 24    |
| 1946-47 | Telmo Zarra                                     | Athletic Bilbao                             | 34    |
| 1947-48 | Pahiño                                          | Celta Vigo                                  | 23    |
| 1948-49 | César Rodríguez Álvarez                         | FC Barcelone                                | 28    |
| 1949-50 | Telmo Zarra                                     | Athletic Bilbao                             | 25    |
| 1950-51 | Telmo Zarra                                     | Athletic Bilbao                             | 38    |
| 1951-52 | Pahiño                                          | Real Madrid                                 | 28    |
| 1952-53 | Telmo Zarra                                     | Athletic Bilbao                             | 24    |
| 1953-54 | Adrián Escudero                                 | Atlético Madrid                             | 16    |
| 1954-55 | Juan Arza                                       | Séville FC                                  | 29    |
| 1955-56 | Alfredo Di Stéfano Mauro Rodríguez              | Real Madrid Celta Vigo                      | 24 23 |
| 1956-57 | Alfredo Di Stéfano                              | Real Madrid                                 | 31    |
| 1957-58 | Manuel Badenes Alfredo Di Stéfano Ricardo Alós  | Real Valladolid Real Madrid Valence CF      | 19    |
| 1958-59 | Alfredo Di Stéfano                              | Real Madrid                                 | 23    |
| 1959-60 | Eulogio Martínez                                | FC Barcelone                                | 24    |
| 1960-61 | Alfredo Di Stéfano                              | Real Madrid                                 | 21    |
| 1961-62 | Ferenc Puskás                                   | Real Madrid                                 | 20    |
| 1962-63 | Ferenc Puskás                                   | Real Madrid                                 | 26    |
| 1963-64 | Ferenc Puskás                                   | Real Madrid                                 | 21    |
| 1964-65 | Luis Aragonés                                   | Atlético Madrid                             | 19    |
| 1965-66 | Vavá II                                         | Elche CF                                    | 19    |
| 1966-67 | Eleutério Santos                                | Real Zaragoza                               | 15    |
| 1967-68 | Fidel Uriarte                                   | Athletic Bilbao                             | 22    |
| 1968-69 | Amancio Amaro José Eulogio Gárate               | Real Madrid Atlético Madrid                 | 14    |
| 1969-70 | Luis Aragonés Amancio Amaro José Eulogio Gárate | Atlético Madrid Real Madrid Atlético Madrid | 16    |
| 1970-71 | José Eulogio Gárate Carles Rexach               | Atlético Madrid FC Barcelone                | 17    |
| 1971-72 | Enrique Porta                                   | Granada CF                                  | 20    |
| 1972-73 | Marianín                                        | Real Oviedo                                 | 19    |
| 1973-74 | Quini                                           | Sporting Gijon                              | 20    |
| 1974-75 | Carlos Ruiz                                     | Athletic Bilbao                             | 19    |
| 1975-76 | Quini                                           | Sporting Gijon                              | 21    |
| 1976-77 | Rafael Marañón                                  | RCD Espanyol                                | 22    |
| 1977-78 | Carlos Santillana                               | Real Madrid                                 | 24    |
| 1978-79 | Quini                                           | Sporting Gijon                              | 23    |
| 1979-80 | Quini                                           | Sporting Gijon                              | 24    |
| 1980-81 | Quini                                           | FC Barcelone                                | 20    |
| 1981-82 | Quini                                           | FC Barcelone                                | 26    |
| 1982-83 | Poli Rincón                                     | Real Betis                                  | 20    |
| 1983-84 | Juanito                                         | Real Madrid                                 | 17    |
| 1984-85 | Jesús Orejuela                                  | CA Osasuna                                  | 12    |
| 1985-86 | José María Bakero                               | Real Sociedad                               | 16    |
| 1986-87 | Enrique Magdaleno                               | RCD Mallorca                                | 19    |
| 1987-88 | José María Bakero                               | Real Sociedad                               | 17    |
| 1988-89 | Julio Salinas                                   | FC Barcelone                                | 20    |
| 1989-90 | Fernando Gómez Julio Salinas Miguel Pardeza     | Valence CF FC Barcelone Real Zaragoza       | 15    |
| 1990-91 | Emilio Butragueño                               | Real Madrid                                 | 19    |
| 1991-92 | Manolo Sánchez                                  | Atlético Madrid                             | 27    |
| 1992-93 | José Ángel Ziganda                              | Athletic Bilbao                             | 17    |
| 1993-94 | Carlos Muñoz                                    | Real Oviedo                                 | 20    |
| 1994-95 | Juan Antonio Pizzi                              | CD Tenerife                                 | 15    |
| 1995-96 | Raúl                                            | Real Madrid                                 | 19    |
| 1996-97 | Alfonso                                         | Real Betis                                  | 25    |
| 1997-98 | Luis Enrique                                    | FC Barcelone                                | 18    |
| 1998-99 | Raúl                                            | Real Madrid                                 | 25    |
| 1999-00 | Salva                                           | Racing de Santander                         | 27    |
| 2000-01 | Raúl                                            | Real Madrid                                 | 24    |
| 2001-02 | Diego Tristán                                   | Deportivo La Corogne                        | 21    |
| 2002-03 | Raúl                                            | Real Madrid                                 | 16    |
| 2003-04 | Mista                                           | Valence CF                                  | 19    |
| 2004-05 | Fernando Torres                                 | Atlético Madrid                             | 16    |